# Edwin Semzaba
Edwin Semzaba är en tanzanisk romanförfattare, dramatiker och skådespelare. Han undervisar, bland annat i kreativt skrivande och skådespeleri, vid Dar es Salaams universitet i Tanzania. Det språk han huvudsakligen skriver på är swahili.